# 新雅科夫利夫卡
47°37′26″N 35°30′30″E / 47.62389°N 35.50833°E
新雅科夫利夫卡（烏克蘭語：Новояковлівка）是位於烏克蘭東南部的村莊，由扎波羅熱州扎波羅熱区的科梅舒瓦哈市镇負責管轄。該村處於蘇希揚切克拉克河畔，始建於1861年，面積2.14平方公里，海拔高度91米，人口378。